# Laigle-i Margit navarrai királyné
Laigle-i Margit (1104. – 1141. május 25.) navarrai királyné, VI. García navarrai király felesége.
Szülei: L’Aigle-i Gilbert báró és Perche-i Julianna mortagne-i grófnő.
Apai nagyszülei: L’Aigle-i Richárd báró és Avranches-i Judit.
Anyai nagyszülei: II. Gotfrid mortagne-i gróf és Montdidier-i Beatrix.
Margitnak egy édestestvére bizonyosan ismert:
- Richárd, Aigle későbbi bárója

Érdekes, hogy Margit egyik unokatestvére éppen Roucy Felícia aragóniai–navarrai királyné volt.

## Élete
1130-ban hozzáment a körülbelül 18 esztendős García Ramírez leendő navarrai királyhoz. Körülbelül 11 évig tartó frigyük alatt három közös gyermekük született, egy fiú és két leány:
- Sancho (1132. április 21. – 1194. június 27.), a későbbi VI. Sancho navarrai király, aki 1157-ben nőül vette a körülbelül 18 éves Burgundi Sancha kasztíliai–leóni királyi hercegnőt. Körülbelül 22 évig tartó házasságukból 7 gyermek jött világra, három fiú és négy leány, Sancho, Ferdinánd, Ramiro, Berengária, Konstanca, Blanka és Teréza. A királynak négy törvénytelen gyermeke is született, három fiú és egy leány, Sancho, Guilhelmo, Zylda és Ramiro.
- Blanka (1133 után – 1156. augusztus 12.), ő 1151. január 30-án hozzáment a körülbelül 17 esztendős III. Sancho kasztíliai királyhoz, Kasztília akkori társuralkodójához, bátyja feleségének fivéréhez. 5 és fél éven át tartó frigyükből három fiú született, de az elsőszülött, akinek keresztnevét nem ismerjük, még csecsemőként meghalt. Utána született Alfonz és Garcia. Az asszony Garcia herceg születése közben hunyt el, gyermekével együtt.
- Margit (1128 körül – 1183. augusztus 12.), ő nagyon fiatalon nőül ment a leendő I. (Hauteville) Vilmos szicíliai királyhoz. Négy fiuk született, Roger, Róbert, Vilmos és Henrik. 1166. május 7-én özvegyült meg, s többé már nem is ment férjhez.

Margit és férje kapcsolata mindvégig feszültségekkel teli volt, ugyanis a királyné állítólag több szeretőt is tartott, s nyíltan kimutatta, hogy francia rokonságához megkülönböztetett figyelemmel fordul. Valamikor 1144 előtt az asszony szült egy újabb fiút, ám őt hitvese már nem volt hajlandó sajátjának elismerni. A gyermeket Rodrigónak, más néven Henriknek hívták, s megkapta a Montescaglioso és a Principate grófja címeket, ám a közvélemény és a szűk család sem tekintette őt soha a király fiának, kivéve nővérét, Margitot. Henrik egész életében azt bizonygatta, hogy ő igenis az uralkodó gyermeke, s eszerint is viselkedett.
A királyné végül dicstelenül és kegyvesztetten halt meg 1141. május 25-én, özvegye pedig újranősült, s 1144. június 24-én elvette a körülbelül 12 esztendős Ivreai Urracát, VII. Alfonz kasztíliai király fattyú leányát, aki egy kislányt hozott világra 1148-ban, Sanchát.